# هيثر بيس
هيثر بيس (بالإنجليزية: Heather Peace)‏ هي موسيقية وملحنة وممثلة بريطانية، ولدت في 16 يونيو 1975 في برادفورد في المملكة المتحدة.

## وصلات خارجية
- الموقع الرسمي
- هيثر بيس على موقع IMDb (الإنجليزية)
- هيثر بيس على موقع ميوزك برينز (الإنجليزية)
- هيثر بيس على موقع أول موفي (الإنجليزية)
- هيثر بيس على موقع أول ميوزيك (الإنجليزية)
- هيثر بيس على موقع ديسكوغز (الإنجليزية)
- هيثر بيس على موقع قاعدة بيانات الفيلم (الإنجليزية)
- هيثر بيس على موقع كينوبويسك (الروسية)